# Моління про чашу (Ель Греко)
Моління про чашу або «Христос в Гетсиманському саду» — відома картина пензля Ель Греко.

## Попередники Дуччо і Рафаель

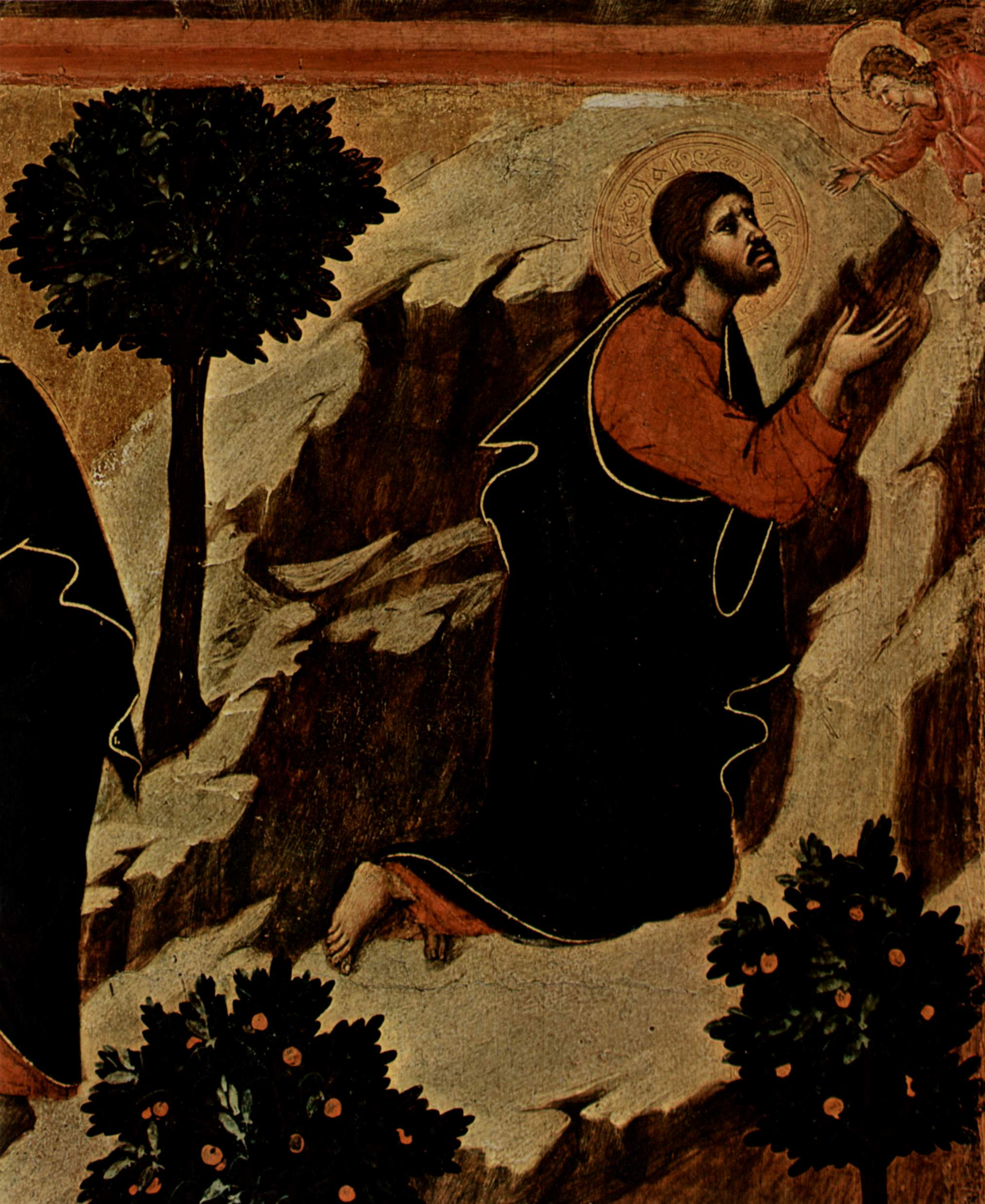
Дуччо. Моління про чашу. Сієна, музей кафедрального собору
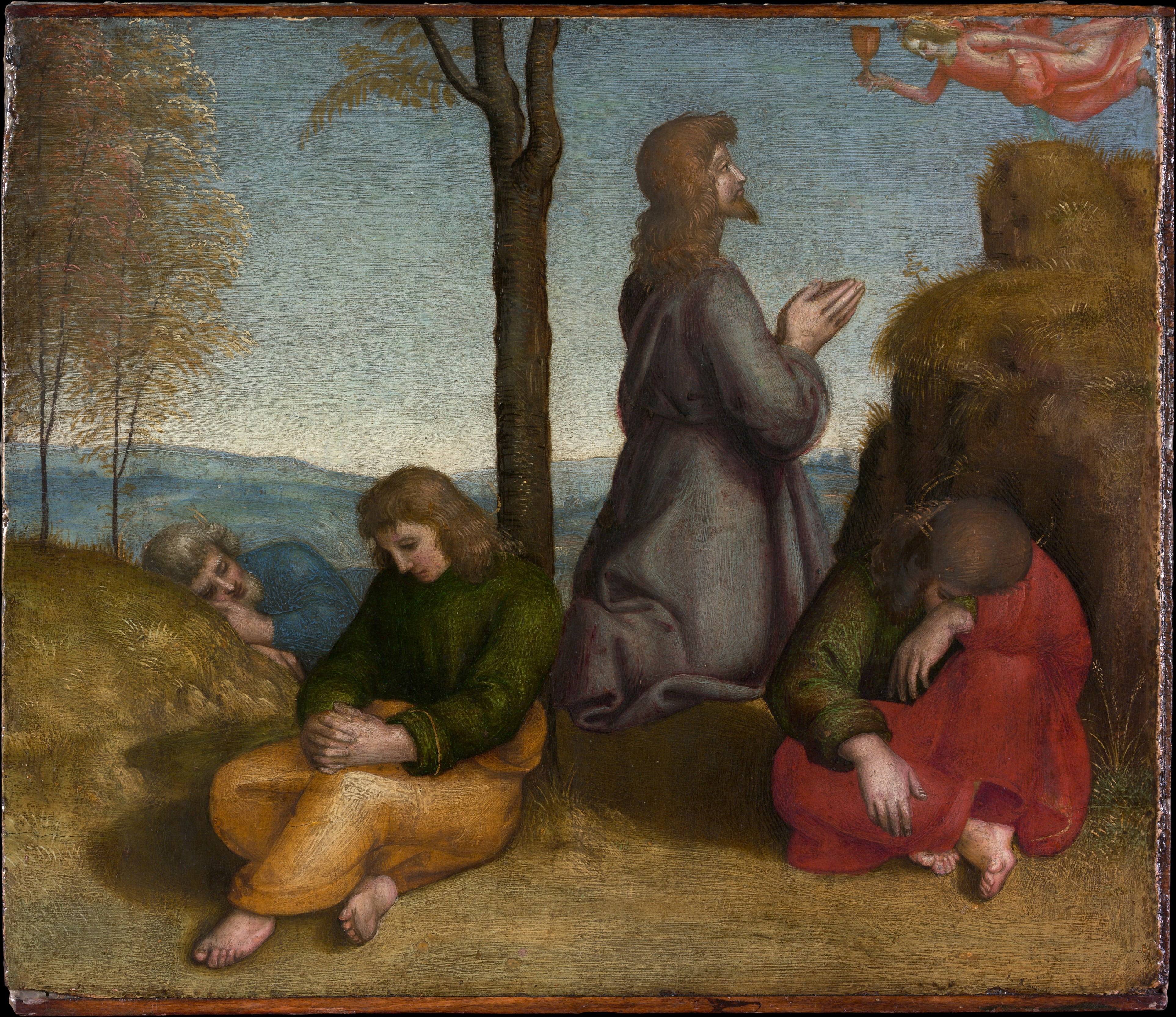
Рафаель. Моління про чашу.Метрополітен-музей

До теми часто звертались в сакральному мистецтві. Вона існує в мозаїках (Собор Св. Марка, Венеція), на фресках і в іконах, в картинах. Серед ранішніх творів заслуговує на пильну увагу образ, створений італійським художником початку 14 століття Дуччо Буонінсенья. Талановитий інтерпретатор візантійських канонів, він небагатьма виразними деталями змальовує Елеонську гору і ріденький Гетсиманський сад, де і відбулося «моління про чашу». Красу композиції Дуччо тільки підкреслили насичені кольори твору і виразний силует Христа на колінах. Не пропало у Дуччо і трагічне забарвлення сцени. Адже людська складова в особі Христа не хотіла жертвувати життям і лише підкорялася волі всемогутнього Бога, задуму якого не могло знати.
Про нього сповістили три Євангеліста. Але тільки Лука, Євангеліст, лікар і художник в одній особі, сповістив ще й про янгола, що спустився з небес як свідок непохитної волі Бога-Отця. Він зажадав жертви Христа його життям, і Христос, вагаючись, тричі молив, аби чашу тую пронесли мимо. Чашу страждань не пронесли і Христос підкорився Божій волі.
Дивує простенька і гармонійна композиція Рафаеля Санті на цю ж тему(Метрополітен-музей). Троє учнів сплять, коли Христос творив молитву. Лише один засоромився слабкості плоті і теж почав молитися. Рафаель наче спеціально уникав трагедій. Ясний краєвид на тлі і ясний день, спокійний сон учнів — і ніби ніщо не сповіщає про зраду учня і скорий арешт Христа. На відміну від Рафаеля, бунтівний Мікеланджело Мерізі добре відчував трагічну суть події і відтворив її в картині — Христа беруть під варту (Караваджо) .

## Моління про чашу Ель Греко
Майже водночас з Караваджо до теми моління про чашу звернувся і Ель Греко. Він мав звичку робити спочатку невеличку замальовку, яку демонстрував замовнику. І якщо той схвалював зразок, то робив образ у потрібний розмір. До теми моління про чашу Ель Греко звертався декілька разів. Кожен раз тема хвилювала його трагізмом, за яким ішов арешт і страждання на Голгофі. Найкрасивіша композиція Ель Греко виникла у 1610 році, ще за життя Кавараджо. Згодом картина опинилася в Лондоні, її демонструє Національна галерея.
У центрі картини — Христос на колінах. До нього вже спустився з небес крилатий посланець з чашею жертви, яку вимагає Бог. Дивує Елеонська гора, що нагадує чи то хмару, чи то вітрило корабля, що плескає на вітру. Камінь втратив тверду якість, і його видно наче через сльози в очах. Гетсиманського саду нема взагалі. Про нього нагадують лише уламки гілок на землі та рідка рослинність. Учні міцно сплять в невеличкій печері, отвір якої нагадуєчи чи то дивовижну капсулу, чи то схованку. За горою невеличка юрба людей — то йде варта з Юдою. Христа через хвилину візьмуть під варту.
Стафаж (оживлюючі фігурки людей) на картинах Ель Греко хтось влучно обізвав неприємними комахами. Тут вони трохи більші за комах, але в нерівному місячному освітленні юрба зі списами виглядає неприємно. Тривоги додає і місяць, що ховається в хмарах і, може через мить, запанує темрява і скоїться зло.